# Makoto Sei Watanabe
Makoto Sei Watanabe, né en 1952, est un architecte japonais. Il conçoit des bâtiments tels que le K Musée du Japon, donne des conférences dans les universités autour du Japon et remporte de nombreux prix pour ses créations. Il est l'auteur de The Induction Cities, publié en 2002.

## Biographie
Né à Yokohama, Makoto Sei Watanabe étudie l'architecture à l'Université nationale de Yokohama dont il est diplômé en 1976. Il travaille auprès d'Arata Isozaki à Tokyo avant de fonder sa propre agence, Le « Makoto Sei Watanabe Architectural Office » en 1984.
Les dessins de Watanabe se caractérisent par une approche moderne, l'utilisation d'ordinateurs et d'algorithmes mathématiques pour générer ses styles. Il écrit à propos de ce genre de style dans The Induction Cities, publié en 2002. Il est par ailleurs le thème de l'ouvrage Makoto Sei Watanabe: Conceiving the City, publié par l'Arca Edizioni en 1999. Plus récemment, il a publié en 2009 un livre intitulé algorithmic design, qui approfondit sa méthode informatisée de conception des structures.

## Bâtiments

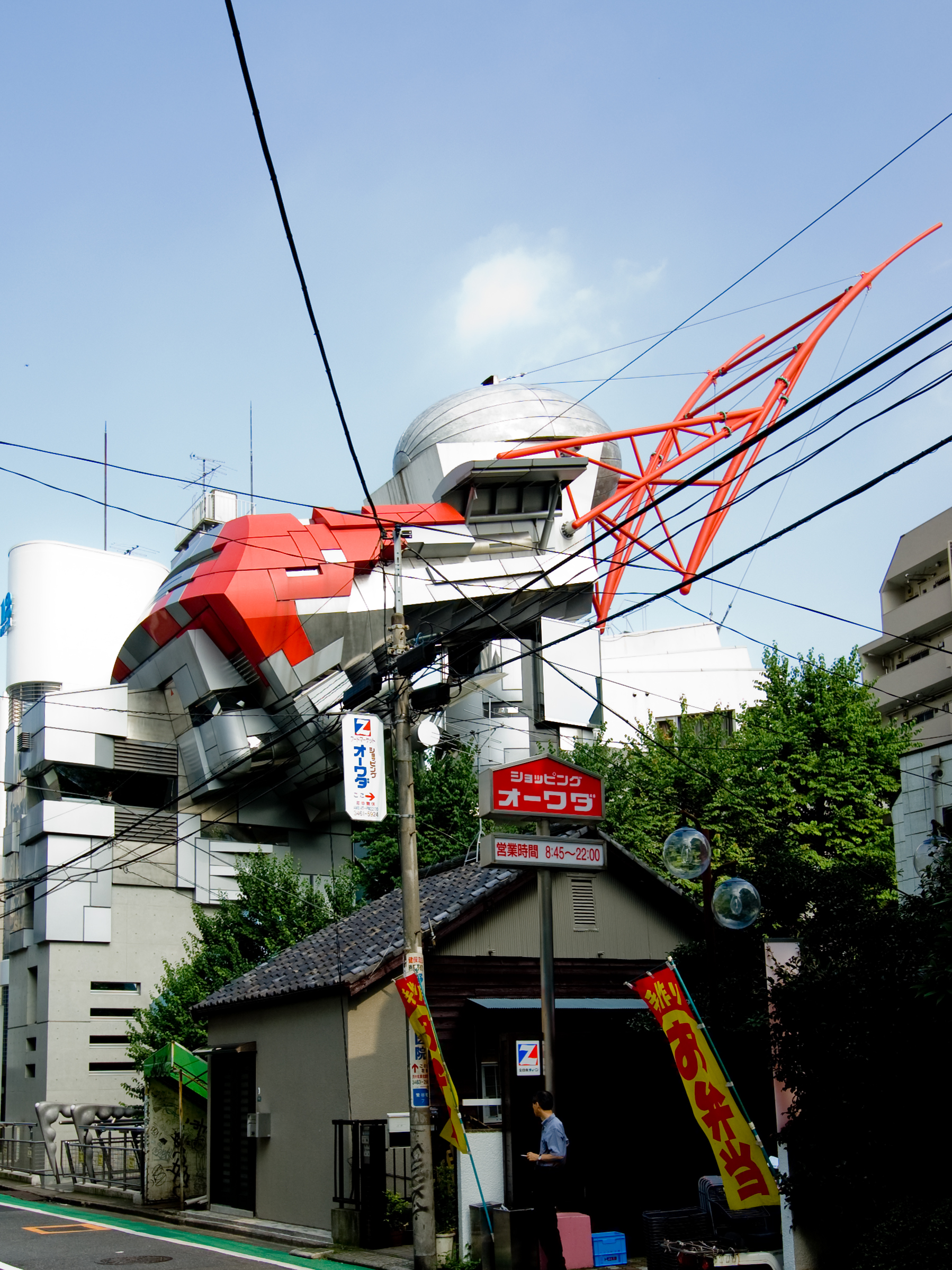
Collège technique d'Aoyama, Tokyo

- 1990 - Collège technique dans le quartier Aoyama de Tokyo
- 1995 - Mura-No-Terrace dans la préfecture de Gifu
- 1996 - K-Museum, Tokyo
- 2000 - Gare d'Iidabashi de la ligne Ōedo à Tokyo
- 2004 - Gare de Shin-Minamata, Minamata
- 2004 - Shanghai House, Shanghai, China
- 2005 - Gare du campus de Kashiwanoha, Tsukuba
- 2005 - Gare de Kashiwa-Tanaka, Tanaka
- 2005 - Tokyo House, Tokyo
- 2005 - Ribbon
- 2008 - DoMain Office Building, T'ai-Tung, Taiwan
- 2009 - RibbonS Outdoor Theater, Taichung, Taiwan

## Prix et récompenses
- 1997 - Prix de l'American Society of Landscape Architects
- 2001 - Gold Prize of Good Design Award
- 2002 - Prix de l'Institut d'architecture du Japon

## Source de la traduction
- (en) Cet article est partiellement ou en totalité issu de l’article de Wikipédia en anglais intitulé « Makoto Sei Watanabe » (voir la liste des auteurs).